# T-84
T-84 là một loại xe tăng của Ukraina ra đời năm 1994, phát triển dựa trên mẫu T-80UD (thực chất T-80UD là một phiên bản của T-80 Liên Xô nhưng do Ukraina thiết kế và sản xuất). T-84 cùng với T-80UD được xem là một đối trọng của T-90 do Nga sản xuất.

## Lịch sử phát triển
T-80UD là mẫu xe tăng do Ukraina sản xuất, nhưng không may là bản quyền lại bị Nga chia sẻ. Vì vậy, khi hợp đồng bán T-80UD cho Pakistan đang thực hiện suôn sẻ thì phía Nga cản trở quyết liệt, họ từ chối cung cấp tháp pháo và một số linh kiện cho Ukraina. Thế nên Ukraina quyết định tự thiết kế một mẫu tăng "cây nhà lá vườn", mục đích là giúp nền công nghiệp quân sự Ukraina độc lập với Nga, nhờ đó họ mới có thể tự do sử dụng xe tăng do mình làm.
T-84 ra đời trong hoàn cảnh đó. Nếu không tính đến T-80UM2 của Nga, tức xe tăng Black Eagle, thì T-84 là mẫu xe tăng mới nhất trong dòng họ T-64 và T-80 (trong khi đó T-90 được phát triển dựa trên mẫu T-72BU, cộng thêm một số phụ tùng của T-80). Nó được thiết kế bởi KMDB ở Kharkiv và được đưa vào sản xuất năm 1994. Đến năm 1999 nó chính thức có tên trong lực lượng vũ trang Ukraina. Còn kế hoạch bán T-80UD thì tất nhiên là bị đình lại, nhưng Ukraina đã bù lại bằng một lượng T-84 thích đáng.

## Thông tin kỹ thuật
Nhìn chung thì T-84 mang những đặc điểm tiêu biểu của dòng họ T-80. Nhìn bề ngoài thì nó cũng khá giống T-80. Nhưng thật sự Ukraina đã cố gắng rất nhiều trong việc tạo ra sự khác biệt với người láng giềng Nga, nhất là các phiên bản sau này.
- Thứ nhất là kiểu tháp pháo hàn, hình hộp kiểu phương Tây xuất hiện trong T-84 Oplot (thay thế cho tháp pháo tròn truyền thống của Liên Xô).
- Thứ hai là khẩu pháo 120 ly giống như NATO trong T-84 Yatagan (thay cho khẩu 125 ly). Nguyên do có thể là Ukraina không làm chủ được các công nghệ chế tạo các loại đạn hiệu quả cho pháo 125 ly như Nga. Tuy nhiên, việc này khiến T-84 sẽ mất đi khả năng sử dụng các loại tên lửa chống tăng tầm bắn 4-5 cây số.
- Đối với các loại pháo 125 ly, Ukraina sẽ sử dụng tên lửa chống tăng "Combat" sản xuất năm 1999 nhằm đối phó với các loại giáp và các thiết bị phòng thủ chủ động Shtora và Arena cùng với gạch ERA hiện có trên T-90. Tuy nhiên "Combat" chỉ có khả năng xuyên phá các loại giáp động năng dày dưới 150 ly, vì vậy nếu tăng độ dày lên 400 ly là "Combat" hết tác dụng.
- Giống T-80UD, T-84 cũng không dùng động cơ tuốc bin khí đặc trưng của T-80 để tiết kiệm nhiên liệu, nhưng động cơ diesel 12 xilanh 6TD-2 của T-84 cũng có công suất lên tới 1200 mã lực, lực kéo là 26 mã lực/tấn (so với 18 mã lực/tấn của T-90), tốc độ tối đa lên tới 65–70 km/h, vì vậy mà nó vẫn giữ được danh hiệu "xe tăng bay" của dòng họ mình và được đánh giá là một trong những loại xe tăng chạy nhanh nhất thế giới.
- T-84 cũng hoạt động khá tốt trong mọi loại khí hậu (hoạt động trong điều kiện từ âm 40 độ đến dương 55 độ[2]), thậm chí còn trang bị cả máy điều hòa nhiệt độ cho tổ lái.

Ngoài ra T-84 cũng được trang bị các thiết bị nhìn 1G46, thiết bị nhìn đêm bằng tia hồng ngoại, thiết bị nhìn ngày/đêm dành cho xa trưởng TKN-4S Agat.
Cho đến nay T-84 đã có 4 mẫu và 4 biến thể:

### Các mẫu T-84
- T-84 nguyên mẫu: nâng cấp từ T-80. Có tháp pháo mới, hệ thống Shtora-1, động cơ 6TD-2 1200 mã lực, hệ thống hỗ trợ công suất.
- T-84U: váy bảo vệ bánh xe mới, gạch ERA Kontakt-5, thiết bị ngắm hồng ngoại, thiết bị đo xa bằng laser, hệ thống định hướng bằng vệ tinh, cùng một số cải tiến khác.
- T-84 Oplot: Phiên bản cải tiến của xe tăng chủ lực Oplot vừa chính thức được đưa vào biên chế sau khi trải qua đợt thử nghiệm thành công. Đợt đặt hàng đầu tiên trong năm 2003 là khoảng 10 chiếc nhưng do thiếu kinh phí chi trả nên 4 chiếc đã được bán cho Hoa Kỳ.

Bản mới này khác biệt với bản cũ ở một số điểm: chỉ huy xe có trang bị thiết bị quan sát toàn cảnh với cảm biến nhiệt, trang bị giáp phản ứng nổ thế hệ mới, đặc biệt chú trọng tăng cường giáp ở 2 bên nhằm thích hợp với chiến tranh đô thị, động cơ diesel 1200 mã lực thân thiện với môi trường hơn, hệ thống lái mới, bảng điều khiển kỹ thuật số cho lái xe, bộ cấp điện thứ cấp mạnh hơn, từ 8 kW lên 10 kW.
Oplot là một thiết kế của Ukraina dựa trên mẫu T-80UD của Nga. Nó được trang bị một pháo nòng trơn 125mm, súng máy đồng trục 7.62mm, súng máy phòng không 12.7mm. Xe có cơ chế nạp đạn tự động, với 40 đầu đạn và thuốc phóng, 28 trong đó đặt trong máy nạp đạn tự động, bao gồm các loại đạn xuyên động năng, hiệu ứng nổ lõm, đạn mảnh, và tên lửa laser phóng từ nòng pháo. Tên lửa này có thể đánh trúng mục tiêu cánh xa 5 km và trang bị đầu đạn 2 tầng cho phép vô hiệu hóa giáp phản ứng nổ (tầng đầu tiên kích nổ giáp và tầng 2 xuyên qua lớp giáp chính của xe). Tên lửa cũng có thể được dùng để chống trực thăng.
Lớp giáp của Oplot gồm giáp liên hợp chính và lớp giáp phản ứng nổ thế hệ 3 bên ngoài. Ngoài ra còn có hệ thống bảo vệ chủ động Varta, gồm 3 hệ thống con: bộ cảnh báo laser để phát hiện khi xe đang bị ngắm bắn bởi tên lửa dẫn bằng laser, bộ gây nhiễu hồng ngoại, và máy tạo khói.
Các thiết bị quang học của xe được trang bị cơ chế bảo vệ mắt của lính tăng khi đối phương dùng vũ khí laser. Nó được trang bị cơ chế bảo vệ khỏi bức xạ hạt nhân, tác nhân hóa sinh cả trong và ngoài xe. Các nhà thiết kế cũng chú trọng việc giảm khả năng bị phát hiện. Các thiết bị cách nhiệt được sử dụng để giảm bức xạ nhiệt thoát ra. Xe được phủ bằng vật liệu hấp thụ sóng radar, tháp pháo được bọc bằng 1 vành cao su.
Một số thông số chính: dài x rộng x cao = 9664 x 3775 x 276 (mm). Khoảng cách gầm 515mm. Tổ lái 3 người. Tỷ số công suất 26 mã lực/tấn. Tốc độ tối đa, trung bình = 70, 50 km/h. Tầm hoạt động tối đa 450 km. Trọng lượng 48 tấn. Độ sâu có thể vượt qua không cần chuẩn bị trước, có chuẩn bị trước (ống thông hơi): 1.8 và 5m. Vượt dốc 36%. Độ cao chướng ngại vật tối đa 1m. Vượt hào tối đa 2850mm. 7 số tiến, 5 số lùi.
- T-84 Yatagan: mẫu thử nghiệm dựa trên sự cải tiến của Oplot, được thiết kế riêng để chào hàng cho quân đội Thổ Nhĩ Kỳ. Mang pháo 120 ly NATO có thể bắn đạn M829 DU hoặc tên lửa AT-11 Sniper của NATO. Nó còn có bánh răng truyền động tự động, máy điều hòa nhiệt độ, tay lái mới hình chữ T, hệ thống điều khiển bắn, thông tin liên lạc,... mới.

### Biến thể
- BREM-84: thiết giáp chuyên dụng sửa chữa xe cơ giới.
- BMU-84: thiết giáp mang cầu vượt để các phương tiện cơ giới và bộ binh vượt qua những chỗ khó đi.
- BMTP-84: thiết giáp chiến đấu bộ binh. Đây là mẫu thử nghiệm, sử dụng tháp pháo của T-84 Oplot, thân xe dài hơn (thêm 1 bánh), có thể chứa 5 người.
- Một loại xe chuyên chở 12 tấn.

## Các quốc gia sử dụng

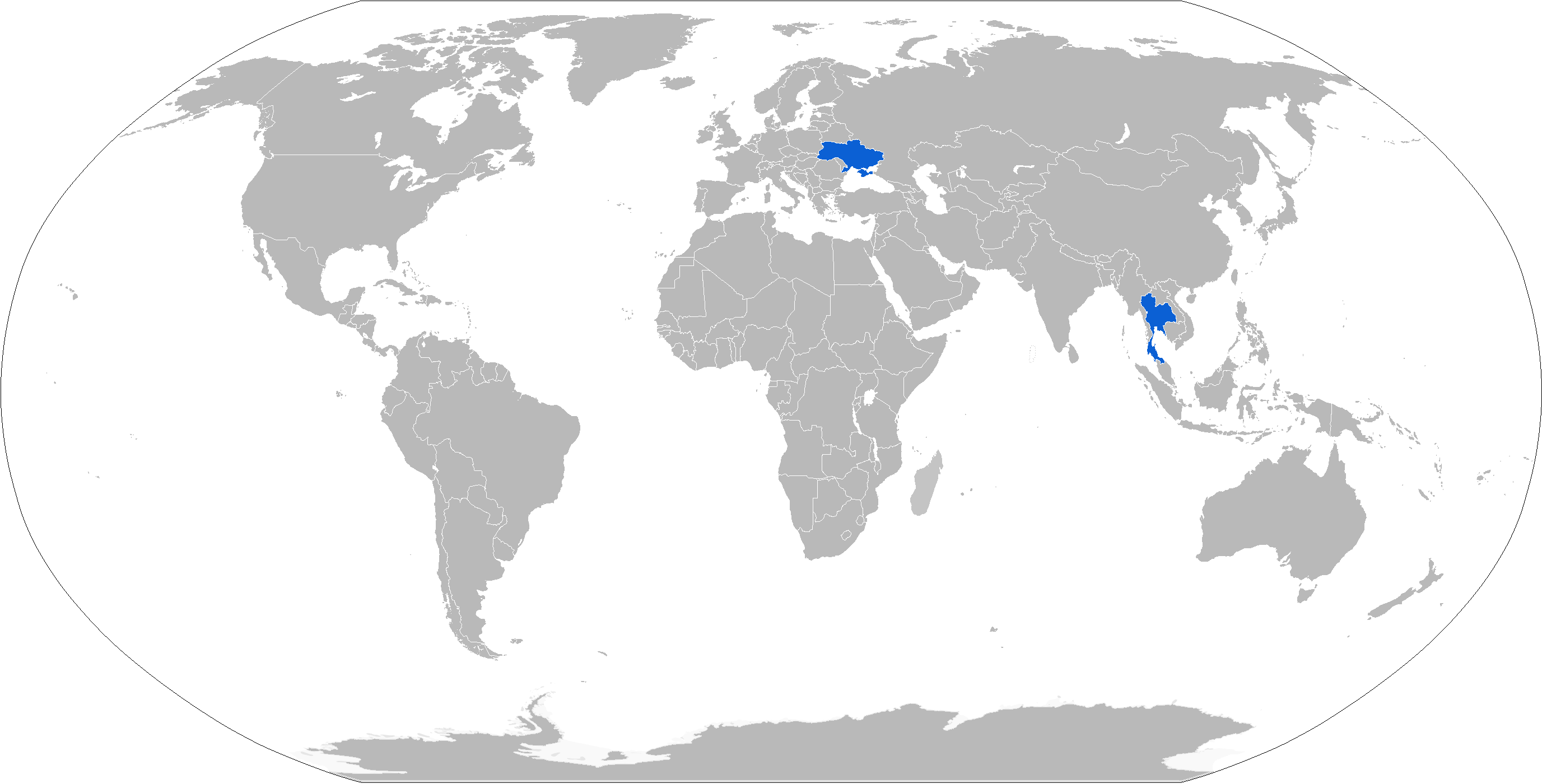
Bản đồ các nhà khai thác T-84 màu xanh lam

### Hiện tại
- Ukraina -  5 chiếc T-84 Oplot đang được biên chế.[4]
- Thái Lan - Thái Lan đã mua được 49 xe tăng chiến đấu chủ lực T-84 Oplot  vào năm 2019.[5]

### Đánh giá
- Hoa Kỳ - 1 đơn vị được sử dụng để phân tích công nghệ và làm quân đỏ.[6]

### Khách hàng tiềm năng
- Pakistan - Năm 2017, Ukraine đã đàm phán với Pakistan để bán 100 Xe tăng Oplot.[7]

### Hợp đồng không thành công
- Azerbaijan - Vào tháng 1 năm 2011 , Azerbaijan đã thể hiện sự quan tâm đến xe tăng chiến đấu chủ lực Oplot. Bộ Quốc phòng Ukraine từ lâu đã tổ chức các cuộc đàm phán về vấn đề này.[8] Tháng 6 năm 2013, có thông tin chính thức rằng Azerbaijan đã mua 100 xe tăng T-90 của Nga[9] trong một loạt các thỏa thuận tái vũ trang trị giá 4 tỷ USD với Nga.[10]
- Hy Lạp - Năm 1998, T-84M Oplot tham gia đấu thầu một xe tăng cơ sở mới cho Hy Lạp. Leopard 2A6 đã thắng thầu, vượt qua Leclerc của Pháp, Challenger của Anh, Abrams của Mỹ, T-84M của Ukraine và T-80U của Nga .
- Malaysia - T-84 Jatagan được đề xuất cho Quân đội Malaysia nhưng bị thất bại trước PT-91 của Ba Lan.
- Perú - Năm 2009, Peru được cho là đã thử nghiệm xe tăng Oplot, nhưng chính phủ của Alan Garcia sau đó đã quyết định mua các mẫu thử nghiệm của MBT-2000 của Trung Quốc vào cuối năm 2010, chỉ để chính phủ của người kế nhiệm ông, Ollanta Humala từ bỏ việc mua vào đầu năm 2012 để tìm kiếm các giải pháp thay thế khác.[11] Tháng 5 năm 2013, T-84 được cho là một phần của các cuộc thử nghiệm so sánh do Peru tiến hành. T-84 cạnh tranh với T-90S, M1A1 Abrams, Leopard 2A4 và 2A6 và T-64 cũng do Ukraine cung cấp.[12] Đến tháng 9 năm 2013, chỉ có T-84, T-90S, T-80 của Nga và M1A1 Abrams vẫn còn cạnh tranh.
- Thổ Nhĩ Kỳ - Quân đội Thổ Nhĩ Kỳ đã có kế hoạch mua T-84, nhưng đã rút để chuyển sang phát triển Altay cùng với Hyundai Rotem.